# Pabandom iš naujo! 2022
La terza edizione di Pabandom iš naujo! si tenuta dall'8 gennaio al 12 febbraio 2022 presso gli studi televisivi di LRT a Vilnius e ha selezionato il rappresentante della Lituania all'Eurovision Song Contest 2022.
La vincitrice è stata Monika Liu con Sentimentai.

## Organizzazione
L'emittente radiotelevisiva pubblica Lietuvos Nacionalinis Radijas ir Televizija (LRT) ha confermato la partecipazione della Lituania all'Eurovision Song Contest 2022 a Torino il 16 agosto 2021. Il successivo 1º ottobre ha annunciato la terza edizione di Pabandom iš naujo! per la selezione del rappresentante eurovisivo nazionale, aprendo la possibilità agli artisti interessati di inviare le proprie canzoni per la competizione entro il 25 novembre.
Lo show si è tenuto in sei serate dall'8 gennaio al 12 febbraio 2022 presso gli studi televisivi di LRT nella capitale lituana. In ciascuna delle prime tre serate, 11 o 12 partecipanti si sono contesi 6 posti per le due semifinali, da cui hanno acceduto alla finale 4 artisti per evento, per un totale di 8 finalisti. Il voto combinato di giuria e pubblico ha decretato tutti i risultati.

## Partecipanti
La lista completa degli artisti partecipanti è stata pubblicata il 7 dicembre 2021. Fra gli artisti figurano quattro rappresentanti eurovisive lituane: la frontwoman degli Skamp Erica Jennings (2001), Vilija Matačiūnaitė (2014), Monika Linkytė (2015) e Ieva Zasimauskaitė (2018). L'11 gennaio 2022 Alekas e Monika Linkytė si sono ritirati dalla competizione prima della loro prima esibizione, rispettivamente per motivi personali e per motivi di salute.
| Artista                                  | Brano                     | Lingua  | Compositori                                                                  |
| ---------------------------------------- | ------------------------- | ------- | ---------------------------------------------------------------------------- |
| Aldegunda                                | Holiday                   | Inglese | Gailė Asačiovaitė-Main                                                       |
| Alekas                                   | Out of Mind               | Inglese | Aaron Sibley                                                                 |
| Augustė Vedrickaitė                      | Before You're 6ft Under   | Inglese | Augustė Vedrickaitė, Paulius Vaicekauskas, Robertas Semeniukas               |
| Basas Pegasas                            | Ponai                     | Lituano | Rokas Smilingis, Marius Repšys                                               |
| Clockwork Creep                          | Grow                      | Inglese | Paulius Mscichauskas                                                         |
| Cosmic Bride                             | The Devil Lives in Spain  | Inglese | Natalia Kharetskaya, Bruno Vogel                                             |
| Elonas Pokanevič                         | Someday                   | Inglese | Elonas Pokanevič, Edvardas Mikulis, Rokas Arciševskij                        |
| Emilija V                                | Overload                  | Inglese | Aurimas Galvelis, Justas Kulikauskas, Emilija Valiukevičiūtė                 |
| Emilijana                                | Illuminate                | Inglese | Emilija Katauskaitė, Stojan Stojanov, Paul Bester                            |
| Erica Jennings                           | Back to Myself            | Inglese | Erica Jennings, Stephen Sims, Deividas Jaroška, Rick Blaskey, Victor Diawara |
| Gabrea                                   | Make It Real              | Inglese | Aurimas Galvelis, Justas Kulikauskas                                         |
| Gabrielė Goštautaitė                     | Over                      | Inglese | Gabrielė Goštautaitė, Robertas Semeniukas                                    |
| Gebrasy                                  | Into Your Arms            | Inglese | Audrius Petrauskas, Faustas Venckus                                          |
| Geleibra                                 | Aš jaučiu tave            | Lituano | Evaldas Mikalauskas, Gabrielė Urbonaitė, Justinas Chachlauskas               |
| Gintarė Korsakaitė                       | Fantasy Eyes              | Inglese | Faustas Venckus, Gintarė Korsakaitė, Elena Jurgaitytė, Audrius Petrauskas    |
| Ieva Zasimauskaitė                       | I'll Be There             | Inglese | Ieva Zasimauskaitė, M. Hausner                                               |
| Joseph June                              | Deadly                    | Inglese | Vytautas Gumbelevičius                                                       |
| Justė Kraujelytė                         | How to Get My Life Back   | Inglese | Justė Kraujelytė, Kasparas Meginis, Edgaras Žaltauskas                       |
| Justin 3 feat. Nanaart                   | Something That Is Natural | Inglese | Justinas Stanislovaitis, Liucija Nanartaviciute                              |
| Lolita Zero                              | Not Your Mother           | Inglese | Gytis Ivanauskas, Vitas Vaičiulis                                            |
| Mary Mo                                  | Get Up                    | Inglese | Marija Monika Dičiūnė, Tomas Dičiūnas, Paulius Vaicekauskas                  |
| Mėnulio Fazė                             | Give Me a Sign            | Inglese | Vladas Chockevičius                                                          |
| Monika Linkytė                           | See You Again             | Inglese | Monika Linkytė, Vitalij Puzyriov                                             |
| Monika Liu                               | Sentimentai               | Lituano | Monika Liubinaitė                                                            |
| Moosu X                                  | Love That Hurts           | Inglese | Justas Kulikauskas, Aurimas Galvelis                                         |
| Queen of Roses                           | Washing Machine           | Inglese | Michael James Down, Will Taylor, Primož Poglajen, Natalie Palmer             |
| Rūta Loop                                | Call Me from the Cold     | Inglese | Edgaras Žaltauskas, Kasparas Meginis, Rūta Žibaitytė                         |
| Sun Francisco                            | Dream Again               | Inglese | Giedrė Ivanova, Maksim Ivanov, Snorre Bergerud                               |
| Titas & Benas                            | Getting Through This      | Inglese | Audrius Petrauskas, Faustas Venckus                                          |
| Urtė Šilagalytė                          | Running Chords            | Inglese | Urtė Šilagalytė, Justas Kulikauskas, Aurimas Galvelis                        |
| Vasha                                    | Nepaleidi                 | Lituano | Vasha, Viktoras Olechnovičius                                                |
| Viktorija Faith                          | Walk Through the Water    | Inglese | Charlie Akin, Viktorija Faith                                                |
| Viktorija Kajokaitė                      | Piece of Universe         | Inglese | Viktorija Kajokaitė                                                          |
| Vilija                                   | 101                       | Lituano | Vilija Matačiūnaitė, Leonas Somovas                                          |
| Voldemars Petersons & the Break Hearters | Up                        | Inglese | Voldemars Petersons                                                          |
| Živilė Gedvilaitė                        | Lioness                   | Inglese | Ylva Persson, Linda Persson, Charlie Mason, John Matthews, Paulius Jasiūnas  |

## Quarti di finale

### Primo quarto
Il primo quarto si è tenuto l'8 gennaio 2022 presso gli studi televisivi di LRT. L'ordine di uscita è stato reso noto il 4 gennaio 2022. Durante questa serata si sarebbero dovuti esibire i Basas Pegasas ma, a causa di problemi di salute di un membro della band, la loro esibizione è stata posticipata ad un quarto successivo. La giuria è stata composta da Ramūnas Zilnys, Ieva Narkutė, Gerūta Griniūtė, Vytautas Bikus e Vaidotas Valiukevičius.
Ad accedere alle semifinali sono stati Augustė Vedrickaitė, Joseph June, Elonas Pokanevič, Urtė Šilagalytė, Mary Mo ed Erica Jennings.
| #  | Artista                                  | Titolo                  | Punteggio | Punteggio | Punteggio | Punteggio | Punteggio | Posizione |
| #  | Artista                                  | Titolo                  | Giuria    | Giuria    | Televoto  | Televoto  | Totale    | Posizione |
| -- | ---------------------------------------- | ----------------------- | --------- | --------- | --------- | --------- | --------- | --------- |
| 1  | Augustė Vedrickaitė                      | Before You're 6ft Under | 52        | 12        | 317       | 4         | 16        | 2         |
| 2  | Gabrielė Goštautaitė                     | Over                    | 12        | 2         | 138       | 1         | 3         | 11        |
| 3  | Voldemars Petersons & the Break Hearters | Up                      | 11        | 1         | 328       | 5         | 6         | 8         |
| 4  | Joseph June                              | Deadly                  | 39        | 8         | 363       | 7         | 15        | 4         |
| 6  | Aldegunda                                | Holiday                 | 14        | 3         | 231       | 2         | 5         | 10        |
| 7  | Viktorija Faith                          | Walk Through the Water  | 18        | 5         | 92        | 0         | 5         | 9         |
| 8  | Elonas Pokanevič                         | Someday                 | 11        | 1         | 477       | 10        | 11        | 6         |
| 8  | Sun Francisco                            | Dream Again             | 31        | 6         | 257       | 3         | 9         | 7         |
| 9  | Urtė Šilagalytė                          | Running Chords          | 15        | 4         | 824       | 12        | 16        | 3         |
| 10 | Mary Mo                                  | Get Up                  | 35        | 7         | 400       | 8         | 15        | 5         |
| 11 | Erica Jennings                           | Back to Myself          | 52        | 12        | 338       | 6         | 18        | 1         |

### Secondo quarto
Il secondo quarto si è tenuto il 15 gennaio 2022 presso gli studi televisivi di LRT. L'ordine di uscita è stato reso noto l'11 gennaio 2022. La giuria è stata composta da Ramūnas Zilnys, Ieva Narkutė, Gerūta Griniūtė, Vytautas Bikus e Vaidotas Valiukevičius.
Ad accedere alle semifinali sono stati Justė Kraujelytė, Titas & Benas, Emilijana, Ieva Zasimauskaitė, Moosu X e le Queen of Roses.
| #  | Artista                | Titolo                    | Punteggio | Punteggio | Punteggio | Punteggio | Punteggio | Posizione |
| #  | Artista                | Titolo                    | Giuria    | Giuria    | Televoto  | Televoto  | Totale    | Posizione |
| -- | ---------------------- | ------------------------- | --------- | --------- | --------- | --------- | --------- | --------- |
| 1  | Clockwork Creep        | Grow                      | 16        | 4         | 359       | 5         | 9         | 7         |
| 2  | Justė Kraujelytė       | How to Get My Life Back   | 43        | 8         | 691       | 10        | 18        | 2         |
| 3  | Gabrea                 | Make It Real              | 16        | 4         | 281       | 2         | 6         | 9         |
| 4  | Titas & Benas          | Getting Through This      | 47        | 10        | 291       | 3         | 13        | 3         |
| 5  | Cosmic Bride           | The Devil Lives in Spain  | 12        | 3         | 258       | 1         | 4         | 10        |
| 6  | Viktorija Kajokaitė    | Piece of Universe         | 1         | 0         | 332       | 4         | 4         | 11        |
| 7  | Emilijana              | Illuminate                | 7         | 1         | 748       | 12        | 13        | 6         |
| 8  | Justin 3 feat. Nanaart | Something That Is Natural | 30        | 6         | 93        | 0         | 6         | 8         |
| 9  | Ieva Zasimauskaitė     | I'll Be There             | 56        | 12        | 554       | 8         | 20        | 1         |
| 10 | Moosu X                | Love That Hurts           | 30        | 6         | 433       | 7         | 13        | 5         |
| 11 | Queen of Roses         | Washing Machines          | 32        | 7         | 423       | 6         | 13        | 4         |

### Terzo quarto
Il terzo quarto si è tenuto il 22 gennaio 2022 presso gli studi televisivi di LRT. L'ordine di uscita è stato reso noto il 18 gennaio 2022. La giuria è stata composta da Ramūnas Zilnys, Ieva Narkutė, Gerūta Griniūtė, Vytautas Bikus e Vaidotas Valiukevičius.
Ad accedere alle semifinali sono stati Rūta Loop, Vilija, Gintarė Korsakaitė, Monika Liu, Gebrasy e Lolita Zero.
| #  | Artista            | Titolo                | Punteggio | Punteggio | Punteggio | Punteggio | Punteggio | Posizione |
| #  | Artista            | Titolo                | Giuria    | Giuria    | Televoto  | Televoto  | Totale    | Posizione |
| -- | ------------------ | --------------------- | --------- | --------- | --------- | --------- | --------- | --------- |
| 1  | Basas Pegasas      | Ponai                 | 19        | 4         | 217       | 2         | 6         | 7         |
| 2  | Rūta Loop          | Call Me from the Cold | 43        | 8         | 586       | 8         | 16        | 2         |
| 3  | Vasha              | Nepaleidi             | 15        | 3         | 222       | 3         | 6         | 8         |
| 4  | Geleibra           | Aš jaučiu tave        | 10        | 2         | 216       | 1         | 3         | 11        |
| 5  | Vilija             | 101                   | 44        | 10        | 183       | 0         | 10        | 6         |
| 6  | Emilija V          | Overload              | 1         | 0         | 70        | 0         | 0         | 12        |
| 7  | Gintarė Korsakaitė | Fantasy Eyes          | 23        | 5         | 497       | 6         | 11        | 5         |
| 8  | Živilė Gedvilaitė  | Lioness               | 4         | 0         | 253       | 4         | 4         | 10        |
| 9  | Monika Liu         | Sentimentai           | 58        | 12        | 2 124     | 12        | 24        | 1         |
| 10 | Gebrasy            | Into Your Arms        | 40        | 7         | 576       | 7         | 14        | 4         |
| 11 | Mėnulio Fazė       | Give Me a Sign        | 6         | 1         | 349       | 5         | 6         | 9         |
| 12 | Lolita Zero        | Not Your Mother       | 27        | 6         | 1 074     | 10        | 16        | 3         |

## Semifinali

### Prima semifinale
La prima semifinale si terrà il 29 gennaio 2022 presso gli studi televisivi di LRT. La giuria è stata composta da Ramūnas Zilnys, Ieva Narkutė, Gerūta Griniūtė, Vytautas Bikus e Vaidotas Valiukevičius.
Ad accedere alle semifinali sono stati le Queen of Roses, Justė Kraujelytė, Gebrasy e Lolita Zero.
| # | Artista            | Titolo                  | Punteggio | Punteggio | Punteggio | Punteggio | Punteggio | Posizione |
| # | Artista            | Titolo                  | Giuria    | Giuria    | Televoto  | Televoto  | Totale    | Posizione |
| - | ------------------ | ----------------------- | --------- | --------- | --------- | --------- | --------- | --------- |
| 1 | Queen of Roses     | Washing Machine         | 22        | 4         | 648       | 7         | 11        | 4         |
| 2 | Elonas Pokanevič   | Someday                 | 14        | 3         | 377       | 2         | 5         | 9         |
| 3 | Emilijana          | Illuminate              | 14        | 3         | 573       | 6         | 9         | 8         |
| 4 | Joseph June        | Deadly                  | 37        | 7         | 378       | 3         | 10        | 5         |
| 5 | Erica Jennings     | Back to Myself          | 32        | 6         | 474       | 4         | 10        | 6         |
| 6 | Justė Kraujelytė   | How to Get My Life Back | 54        | 12        | 799       | 10        | 22        | 1         |
| 7 | Gebrasy            | Into Your Arms          | 46        | 10        | 751       | 8         | 18        | 3         |
| 8 | Gintarė Korsakaitė | Fantasy Eyes            | 24        | 5         | 511       | 5         | 10        | 7         |
| 9 | Lolita Zero        | Not Your Mother         | 42        | 8         | 2 281     | 12        | 20        | 2         |

### Seconda semifinale
La seconda semifinale si è tenuta il 5 febbraio 2022 presso gli studi televisivi di LRT. La giuria è stata composta da Ramūnas Zilnys, Ieva Narkutė, Gerūta Griniūtė, Vytautas Bikus e Stanislavas Stavickis-Stano.
Ad accedere alle semifinali sono stati Ieva Zasimauskaitė, Augustė Vedrickaitė, Rūta Loop e Monika Liu.
| # | Artista             | Titolo                  | Punteggio | Punteggio | Punteggio | Punteggio | Punteggio | Posizione |
| # | Artista             | Titolo                  | Giuria    | Giuria    | Televoto  | Televoto  | Totale    | Posizione |
| - | ------------------- | ----------------------- | --------- | --------- | --------- | --------- | --------- | --------- |
| 1 | Mary Mo             | Get Up                  | 20        | 4         | 301       | 2         | 6         | 9         |
| 2 | Vilija              | 101                     | 30        | 6         | 303       | 3         | 9         | 6         |
| 3 | Urtė Šilagalytė     | Running Chords          | 12        | 2         | 1 165     | 10        | 12        | 5         |
| 4 | Ieva Zasimauskaitė  | I'll Be There           | 37        | 8         | 481       | 5         | 13        | 4         |
| 5 | Augustė Vedrickaitė | Before You're 6ft Under | 49        | 10        | 934       | 8         | 18        | 2         |
| 6 | Rūta Loop           | Call Me from the Cold   | 37        | 8         | 878       | 7         | 15        | 3         |
| 7 | Titas & Benas       | Getting Through This    | 26        | 5         | 310       | 4         | 9         | 7         |
| 8 | Monika Liu          | Sentimentai             | 58        | 12        | 3 965     | 12        | 24        | 1         |
| 9 | Moosu X             | Love That Hurts         | 16        | 3         | 637       | 6         | 9         | 8         |

## Finale
La finale si è tenuta il 12 febbraio 2022 presso gli studi televisivi di LRT. La giuria è stata composta da Ramūnas Zilnys, Ieva Narkutė, Gerūta Griniūtė, Vytautas Bikus, Aistė Smilgevičiūtė, Vaidotas Valiukevičius e Stanislavas Stavickis-Stano. The Roop, i rappresentanti lituani all'Eurovision Song Contest 2021, si sono esibiti durante la serata come ospiti.
Monika Liu è stata proclamata vincitrice trionfando sia nel televoto che nel voto della giuria.
| # | Artista             | Titolo                  | Punteggio | Punteggio | Punteggio | Punteggio | Punteggio | Posizione |
| # | Artista             | Titolo                  | Giuria    | Giuria    | Televoto  | Televoto  | Totale    | Posizione |
| - | ------------------- | ----------------------- | --------- | --------- | --------- | --------- | --------- | --------- |
| 1 | Lolita Zero         | Not Your Mother         | 57        | 8         | 20 929    | 10        | 18        | 3         |
| 2 | Ieva Zasimauskaitė  | I'll Be There           | 33        | 4         | 729       | 3         | 7         | 7         |
| 3 | Rūta Loop           | Call Me from the Cold   | 51        | 7         | 1 830     | 7         | 14        | 4         |
| 4 | Gebrasy             | Into Your Arms          | 42        | 6         | 1 404     | 6         | 12        | 5         |
| 5 | Justė Kraujelytė    | How to Get My Life Back | 37        | 5         | 1 164     | 5         | 10        | 6         |
| 6 | Queen of Roses      | Washing Machine         | 21        | 3         | 1 108     | 4         | 7         | 8         |
| 7 | Monika Liu          | Sentimentai             | 84        | 12        | 23 604    | 12        | 24        | 1         |
| 8 | Augustė Vedrickaitė | Before You're 6ft Under | 60        | 10        | 4 147     | 8         | 18        | 2         |